# 墨染駅
墨染駅（すみぞめえき）は、京都府京都市伏見区墨染町にある、京阪電気鉄道京阪本線の駅。駅番号はKH31。

## 概要
駅名及び周辺の地名の由来は、平安時代・太政大臣「藤原基経」が死去し、この地に葬られた際に上野岑雄が『深草の野辺の桜し心あらば今年ばかりは墨染めに咲け』と和歌を詠み以後桜が墨染色に咲いた。との言い伝えられ、後に、この地に建てられた寺『墨染寺（ぼくせんじ）』に由来する。
1駅隣の（京阪）藤森駅よりもJR奈良線のJR藤森駅に近い他、近鉄京都線伏見駅からも徒歩圏内にある。乗換駅にはなっていないもののいずれかの路線が不通となった際の振替輸送時には比較的便利である。ただし、このように競合他社が多いこともあって乗降客数は周辺の駅と比べても多くない。

## 歴史
戦争中の一時期、陸軍16師団の施設が駅付近に点在していたことから急行停車駅だったことがある。しかし戦争末期には急行運転そのものが廃止され、戦後1946年（昭和21年）2月15日のダイヤ改正で急行運転が復活した時には、急行通過駅に戻る。

### 年表
- 1910年（明治43年）4月15日：京阪本線開業と同時に設置。
- 1943年（昭和18年）10月1日：会社合併により京阪神急行電鉄（阪急電鉄）の駅となる。
- 1944年（昭和19年）7月16日：急行停車駅となる[5]。
- 1946年（昭和21年）2月15日：急行運転が復活するも急行は通過駅となる[6]。
- 1949年（昭和24年）12月1日：会社分離により京阪電気鉄道の駅となる。
- 1963年（昭和38年）3月16日：構内旅客通路新設[7]。
- 1971年（昭和46年）9月10日：墨染変電所新設[8]。
- 1972年（昭和47年）9月1日：下りホーム改札口を使用開始[7]。
- 1985年（昭和60年）3月：京都行きホームにトイレ新設、ホーム屋根10m延伸[9]。
- 1995年（平成7年）10月3日：新駅舎使用開始[10]。
- 2009年（平成21年）4月1日：現在のバリアフリー基準に合わせてスロープを改良・使用開始[11]。
- 2011年（平成23年）12月17日：ホームに異常通報装置を設置[12]。
- 2016年（平成28年）3月19日：ダイヤ改正で日中の普通電車の運用が無くなり、準急のみ停車する時間帯が生まれた。

## 駅構造

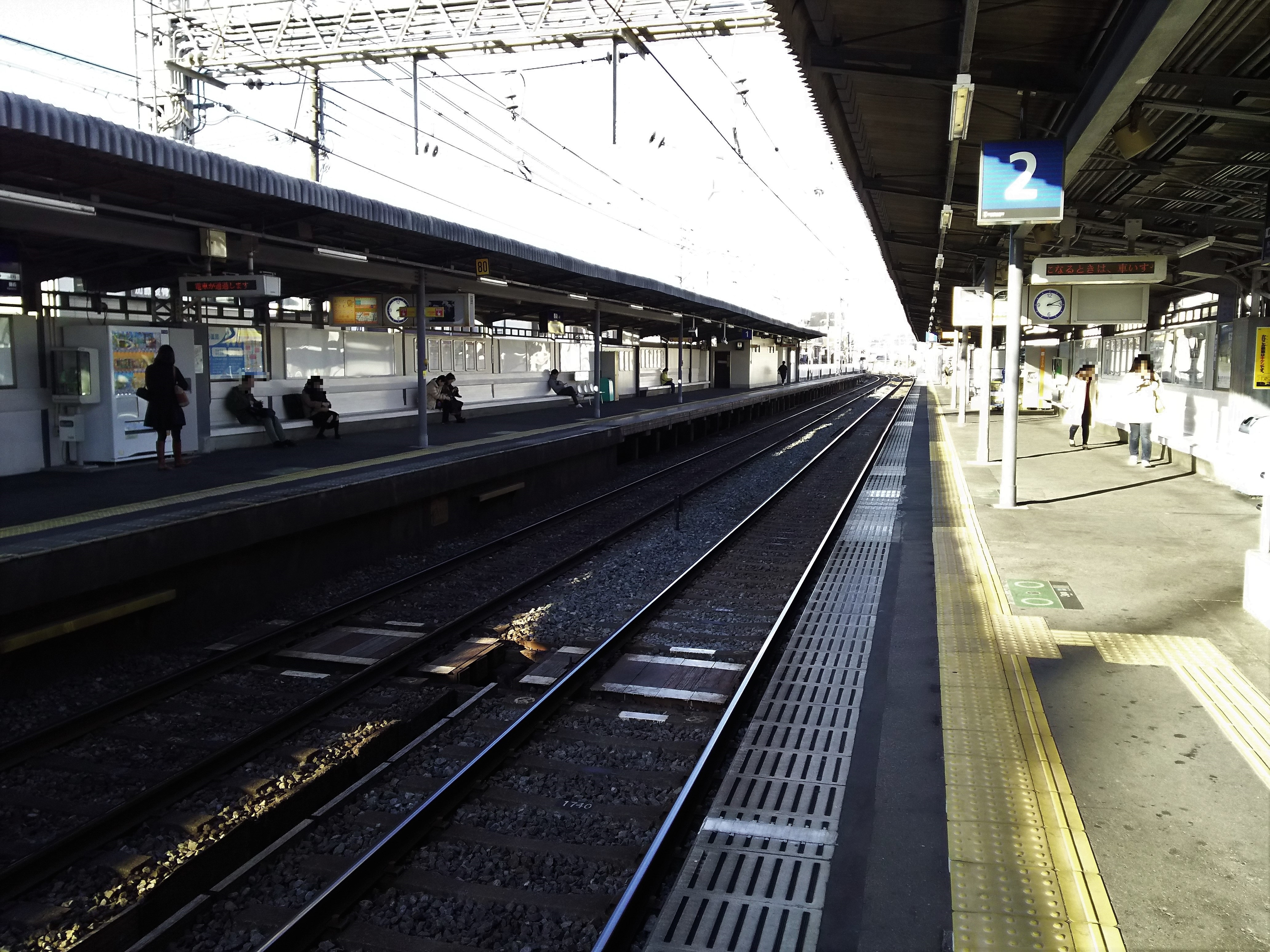
ホーム（2016年12月）

相対式2面2線ホームを持つ地上駅。ホーム丹波橋寄りに改札口が上下線で独立して設置されており、改札内で互いのホームの行き来はできない。1990年代半ばまで構内踏切があったが現在は撤去されている。駅構内のスロープは2009年4月バリアフリー対策の新基準に合わせて傾斜が緩くされた。
駅名の「墨染」にちなみ、ホーム屋根の支柱や梁などを他の駅より濃い灰色に塗られていたことがあったが、1980年代半ばより、駅名にちなんでホームの柱をグレー（薄墨色）に塗っている。

### のりば
| 番線 | 路線      | 方向 | 行先                 |
| ---- | --------- | ---- | -------------------- |
| 1    | ■京阪本線 | 上り | 三条・出町柳方面     |
| 2    | ■京阪本線 | 下り | 淀屋橋・中之島線方面 |

- 両ホームとも有効長は7両。

## 利用状況
近年の1日あたり利用客数の推移は下記の通り。
| 年度   | 乗降人員 | 乗車人員 |
| ------ | -------- | -------- |
| 2007年 | 8,545    | 4,385    |
| 2008年 | 8,374    | 4,227    |
| 2009年 | 8,455    | 4,258    |
| 2010年 | 8,052    | 4,060    |
| 2011年 | 7,953    | 3,926    |
| 2012年 | 7,981    | 4,071    |
| 2013年 | 7,718    | 4,033    |
| 2014年 | 7,911    | 4,079    |
| 2015年 | 8,393    | 4,230    |
| 2016年 | 7,426    | 3,715    |
| 2017年 | 7,167    | 3,608    |
| 2018年 | 7,332    | 3,710    |
| 2019年 | 7,216    | 3,653    |
| 2020年 | 5,252    | 2,641    |
| 2021年 | 5,414    | 2,732    |
| 2022年 | 5,923    | 2,989    |

## 駅周辺
- JR藤森駅 - 西日本旅客鉄道（JR西日本）奈良線（東へ約600 m）
- 伏見駅 - 近鉄京都線（南西へ約700 m）
- 京都教育大学
- 京都教育大学附属高等学校
- 京都市立藤ノ森小学校
- 伏見墨染郵便局
- 国道24号
- 西福寺
- 墨染寺（ぼくせんじ）- 駅名の由来[2]
- 藤森神社
- 墨染発電所
  - 琵琶湖疏水・伏見インクライン跡
- 京阪電鉄墨染変電所

### バスのりば
京阪墨染駅には、バス路線は乗り入れていない。
- 最寄バス停：京都市バス墨染または下町

周辺道路の一方通行規制により、方面ごとにのりばが異なる。
墨染
バス停は墨染駅から北東へ徒歩3分
- 京都市バス
  - 南8号系統：（藤森神社経由）竹田駅東口行

下町
バス停は墨染駅から西へ徒歩5分
- 京都市バス
  - 南8系統：横大路車庫行

## 隣の駅
京阪電気鉄道
京阪本線
■快速特急「洛楽」・□ライナー・■特急・■通勤快急・■快速急行・■急行
通過
■通勤準急（平日朝下りのみ運転）・■準急・■普通
丹波橋駅 (KH30) - 墨染駅 (KH31) - 藤森駅 (KH32)
- 括弧内は駅番号を示す。